# Antoine-Jean Duclos
Pour les articles homonymes, voir Duclos.
Antoine-Jean Duclos, né en 1742 à Paris où il meurt en 1795, est un dessinateur et graveur français.

## Biographie

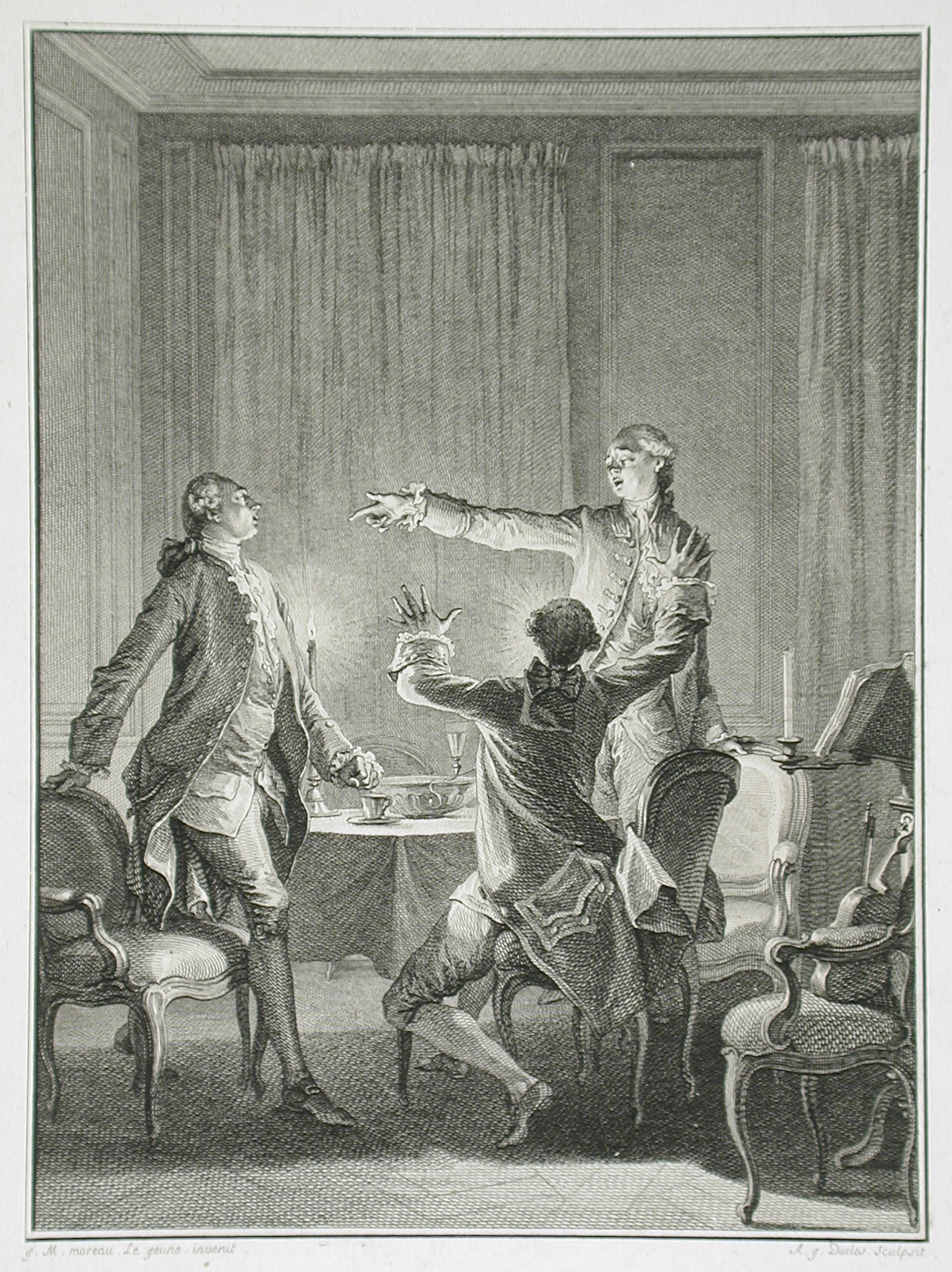
La Querelle, gravure de Duclos pour l'édition de 1774-1783 des œuvres complètes de Rousseau (musée d'art du comté de Los Angeles).

Né à Paris, Duclos est l'élève de d'Augustin de Saint-Aubin, dont il reproduit les dessins. Il devient par la suite l'un des plus doués vignettistes de sa génération, exécutant de nombreuses illustrations de petits formats alors très en vogue dans la deuxième moitié du XVIIIe siècle. Il était également doué pour des travaux de préparation de cuivre, se mettant alors au service d'autres graveurs, dessinateurs et peintres tels que François Boucher, Charles-Nicolas Cochin, Jean-Michel Moreau, Charles Eisen, Hubert François Gravelot, Charles Monnet, et Clément-Pierre Marillier. Une gravure d'après Jean-Honoré Fragonard (La gageure des trois commères : la servante) est co-gravée avec Philippe Trière.
S'il excellait dans les petits formats, il commit aussi des gravures de dimensions importantes, travaillant sur des plaques de 18,1 × 13,49 cm, voire au-delà, telles que Le Bal paré d'après Saint-Aubin (1773-1774).
Il collabore à l'illustration de nombreux ouvrages d'auteurs classiques et contemporains, comme Jean Racine, Voltaire, Jean-Jacques Rousseau, Barthélemy Imbert, Jean-François Marmontel, etc., mais aussi des albums thématiques de commande comme le Voyage en Sibérie (Debure père, 1761), le Monument du costume (1777-1783), ou encore l’Almanach mythologique (Belin, 1791).
Sous la direction de Basan et Le Mire, il contribue à l'édition in-quarto des Métamorphoses d’Ovide en 4 volumes (Despilly & Pissot, 1767-1771), illustrée par les meilleurs graveurs de l’époque.
Durant les premières années de la Révolution, il participe à l'élaboration de plusieurs grandes gravures d'actualité comme L'Exécution de Louis XVI présentée par Isidore Stanislas Helman à la Convention en 1794.
Comme élève, il a entre autres Jean-Baptiste-Michel Dupréel.

## Conservation
- Art Institute of Chicago
- Bibliothèque nationale de France
- Metropolitan Museum of Art
- Musée du Louvre, département des arts graphiques